# جائزة بلنسية الكبرى للدراجات النارية 2011
جائزة بلنسية الكبرى للدراجات النارية 2011 هو سباق دراجات نارية أقيم بتاريخ 6 نوفمبر 2011 في حلبة ريكاردو تورمو. كان الجولة الثامنة عشر من أصل 18 في سباق الجائزة الكبرى للدراجات النارية موسم 2011. فاز كيسي ستونر بفئة الموتو جي بي بينما جاء بن سبايس في المركز الثاني وحصل على المركز الثالث أندريا دوفيزيوسو. فاز بفئة الموتو 2 الإيطالي ميشيل بيرو.

## وصلات خارجية
- الموقع الرسمي